# Claudia Cazacu
Claudia Cazacu (n. 12 noiembrie 1982, Târgoviște) este o DJ-iță, remixer și producătoare muzicală română de muzică trance și house.

## Biografie
În 1998, Claudia s-a mutat la Londra pentru a studia Finanțe și Bănci.
La Londra, ea a descoperit viața de club și interesul față de muzica electronică. În 2006, și-a început cariera de DJ și la scurt timp a început să producă propriile piese. În 2007, ea și-a fondat propria casă de discuri, Couture.
Pentru prima producție vocală, Falling Free, a colaborat cu Audrey Gallagher. Producția a fost destul de reușită și a primit sprijin din partea lui Armin van Buuren – acesta a inclus piesa în compilația sa anuală A State of Trance 2009. În 2010 Cazacu a apărut, pentru prima dată în Top 100 DJs editat de DJ Mag, fiind clasată pe locul 93. Astfel, ea fost singurul DJ de sex feminin din listă, și, prin urmare, a fost adesea menționată ca The World's No. 1 Female DJ. Din 2011 Cazacu are, de asemenea, o emisiune lunară la radio, numită Haute Couture.

## Discografie

### Single-uri
2007:
- Couture
- Cowgirl
- Scared

2008:
- International Departures
- Elite
- Contrasts (with Sied van Riel)
- 2012 EP

2009:
- Earproof
- Quatrain
- Freefalling (feat. Audrey Gallagher)
- Manequin / Size Zero
- Lekker / Nefertiti
- Glamour (vs. Vicky Devine)

2010:
- Valley of the Kings
- Quatrain 3 & 4
- Solar Flare
- Translucent
- Cafe Del Mar
- Rain
- Timelapse
- Quatrain 5

2011: 
- Maison
- Lights Off (with Sied van Riel)

2012:
- Labyrinth
- Quatrain 6

2013:
- Emerge

### Remixografie
- The Space Brothers – "Everywhere I Go"